# Reał Farma Odessa
Reał Farma Odessa (ukr. Футбольний клуб «Реал Фарма» Одеса, Futbolnyj Kłub „Reał Farma” Odesa) – ukraiński klub piłkarski z siedzibą w Odessie. Założony w roku 2000 jako Limed Pokrowskie Odessa.
Występuje w rozgrywkach ukraińskiej Druhiej-lihi. 

## Historia
Chronologia nazw: 
- 2000: Limed Pokrowskie Odessa (ukr. «Лімед Покровське» Одеса)
- 2001—2002: Real Pokrowskie-Lilia Odessa (ukr. «Реал Покровське-Лілія» Одеса)
- 2003—2004: Real Pokrowskie Odessa (ukr. «Реал Покровське» Одеса)
- 2005—2011: Real-Pharm Odessa (ukr. «Реал-Фарм» Одеса)
- 03.2011—06.2013: Real Pharm Jużne (ukr. «Реал Фарм» Южне)
- 07.2013—06.2015: Reał Farma Owidiopol (ukr. «Реал Фарма» Овідіополь)
- czerwiec 2015—...: Reał Farma Odessa (ukr. «Реал Фарма» Одеса)

Klub Piłkarski Limed Pokrowskie Odessa został założony w Odessie w roku 2000. Przez dłuższy występował w rozrywkach lokalnych i obwodowych. Na początku istnienia często zmieniał sponsorów oraz odpowiednio nazwy – nazywał się Real Pokrowskie-Lilia Odessa, Real Pokrowskie Odessa. Od roku 2005 występował jako Real-Pharm Odessa. W marcu 2011 zmienił lokalizację na Jużne i zmienił nazwę na Real Pharm Jużne. W 2011 debiutował w rozgrywkach Amatorskiej Lihi. 20 czerwca 2011 otrzymał status klubu profesjonalnego i w lipcu 2011 roku debiutował w Drugiej Lidze. Przed rozpoczęciem sezonu 2013/14 klub przeniósł się do Owidiopola i zmienił nazwę na Reał Farma Owidiopol. W czerwcu 2015 powrócił do Odessy i zmienił nazwę na Reał Farma Odessa.

## Sukcesy
- mistrz Odessy: 2006
- wicemistrz Odessy: 2004, 2010
- brązowy medalista mistrzostw Odessy: 2007
- zdobywca Pucharu Odessy: 2009
- zwycięzca zimowych mistrzostw Odessy: 2009, 2010
- srebrny medalista zimowych mistrzostw Odessy: 2005
- brązowy medalista zimowych mistrzostw Odessy: 2007, 2008

## Trenerzy
- 2000:  Mykoła Lichowidow
- 2001–2003:  Mykoła Lichowidow,  Serhij Iriczenko
- 2004–2005:  Wasyl Mokan
- 2006:  Ołeksandr Bondarenko,  Mykoła Lichowidow
- 2007–2008:  Ołeksandr Bondarenko
- 2009–06.2013:  Mykoła Lichowidow
- 07.2013–06.2014:  Wołodymyr Poszechoncew
- 07.2014–05.2016:  Władysław Zubkow
- 05.2016–...:  Mykoła Lichowidow (p.o.)

## Inne
- Reał Odessa